# Slobodan Despot
Pour les articles homonymes, voir Despot.
Slobodan Despot, né le 24 juillet 1967 à Sremska Mitrovica (Serbie), est un éditeur et écrivain suisse d'origine serbe.
Il a notamment fondé la maison d'édition Xenia et le site Antipresse, connu pour partager de la désinformation.

## Biographie
Né en Voïvodine en Yougoslavie (actuelle Serbie), Slobodan Despot émigre en Suisse dans les années 1970. Il entame des études à l'Université de Lausanne qu'il ne termine pas, puis travaille pendant quinze ans comme traducteur pour les éditions L'Âge d'Homme. Il a notamment traduit du russe les derniers livres du dissident soviétique Alexandre Zinoviev, La Grande Rupture et La Suprasociété globale et la Russie.
À partir de 2005, il dirige sa propre maison d'édition : Xenia. De 2007 à 2013, il tient une chronique régulière dans Le Nouvelliste, journal valaisan.
Il a été marié à Fabienne Despot, ancienne présidente de la section cantonale vaudoise de l'Union démocratique du centre.
À partir de 2013 il est chargé de communication du conseiller d’État valaisan (2013-2017) Oskar Freysinger (UDC). Ce mandat prend fin en mars 2017, lorsque le conseiller d’État n’est pas réélu. Quatre mois plus tôt, Slobodan Despot et Oskar Freysinger défrayaient la chronique en Valais en engageant le survivaliste d’extrême droite Piero San Giorgio en tant que consultant pour des questions de sécurité cantonale.

### Antipresse, site de «réinformation»
En 2015, Slobodan Despot crée, avec l'éditeur Jean-François Fournier, une « lettre d'information numérique » sous le nom d'Antipresse. Le journal Le Temps rapporte les propos suivants des deux fondateurs d'Antipresse au moment de son lancement : « le rôle du milieu médiatique dans l’Occident d’aujourd’hui est comparable à celui de la presse officielle en URSS ».
Antipresse définit sa raison d'être comme suit : « L'Antipresse est née de notre sentiment d'étouffement et de désarroi face à l'appauvrissement constant de l'information des médias de grand public, au déclin de leur langue et de leur style, à leur incohérence intellectuelle, à leur parti pris devenu structurel, à leur éloignement préoccupant de la réalité vécue par la plupart des gens. ». Malgré cette opposition à la presse traditionnelle, Slobodan Despot tient des chroniques régulières[réf. nécessaire] dans plusieurs médias suisses et français comme dans l'émission radio Les Beaux parleurs de la Radio télévision suisse, le journal dominical Le Matin Dimanche, le magazine Marianne, le bimestriel Éléments[source secondaire souhaitée].
Le Décodex du journal Le Monde, un outil de vérification de l'information, émet les plus grandes réserves à propos de ce blog antipresse.net. Selon Le Monde, « ce site diffuse un nombre significatif de fausses informations et/ou d'articles trompeurs »,. Afin d'expliquer son classement, Le Monde reprend un article de Libération qui décrypte le fonctionnement de sites dits de « réinformation ». Sur son blog, Slobodan Despot dénonçait une prétendue manipulation d'images, de la part des médias, sans effectuer de vérification. Selon lui, seuls les médias russes se seraient intéressés à cette manipulation. En effectuant une enquête journalistique, Libération prouve que la manipulation n'en est pas une. Il s'agit au contraire d'une campagne de désinformation des médias russes concernant des enfants syriens rescapés des bombardements, comportant de fausses accusations envers les Casques blancs, et relayée entre autres par Antipresse,. Le CSA se base sur cet avis pour classer le compte Twitter d'Antipresse parmi les comptes peu fiables (c'est-à-dire diffusant régulièrement de fausses informations).
Pour le journal Le Temps, antipresse.net appartient à « une constellation de lieux d’expression de la droite dure » et trouve « un écho certain auprès d’un public méfiant à l’égard de la classe politique et enclin à adhérer aux théories du complot ».
L’entreprise américaine NewsGuard, qui note les sites d’information selon des critères de crédibilité et de transparence, considère qu’Antipresse « enfreint gravement les principes journalistiques de base » en publiant « des allégations trompeuses et fausses, y compris sur les vaccins et le COVID-19 ».
Watson écrit que « les sites anticonspirationnistes rangent Slobodan Despot et son média Antipresse dans la complosphère antivax et du soutien à la Russie ».
Le blog de Paul Jorion a censuré et blacklisté en 2022, en le motivant, un de ses contributeurs habituels qui avait proposé un texte de Slobodan Despot tiré de l'Antipresse.
En 2023, Slobodan Despot relaye une fausse information affirmant qu'Olena Zelenska aurait dépensé une forte somme d'argent en bijoux alors que son mari, Volodymyr Zelensky, demandait une aide financière pour l'Ukraine afin contrer l'invasion russe du pays. Il s'agit en réalité d'une fausse information reprise d'un compte pro-Kremlin.

### Page Wikipédia
En 2022, Conspiracy Watch écrit « notons que l’article extrêmement complaisant de Wikipedia qui lui est consacré a été créé par un certain Pantos de Doblos, qui est l’anagrame de… Slobodan Despot ».

## Publications
Essais
- avec Pavie Ivic, Nikola Samardzic, Anne Yelen et Pierre Maurer, De l'imprécision à la falsification : Analyses de Vie et mort de la Yougoslavie de Paul Garde aux éditions L'Âge d'Homme et Institut serbe de Lausanne, 18 novembre 1992,  (ISBN 2-82510355-1).
- Slobodan Despot, La Signification du Kosovo dans l’histoire du peuple serbe, Lausanne, éd. L'Âge d’homme, coll. « Atlantide-Europe » (no 1), 1999, 22 p., 21 cm (ISBN 2-8251-1192-9, BNF 37168497).
- Slobodan Despot, Balles perdues : interventions, 1990-2002, Lausanne, éd. L'Âge d’homme, coll. « Mobiles. Essais », 24 mai 2002, 119 p., 21 cm (ISBN 2-8251-1674-2, BNF 38899525, lire en ligne).
- Slobodan Despot, Oskar et les Minarets, Lausanne et Paris, éd. Favre, 2010, 187 p., 24 cm (BNF 42472349).
- Slobodan Despot (préf. Michel Maffesoli), Despotica : Modes d'emploi, Vevey, éd. Xenia, coll. « Franchises », octobre 2010, 174 p., 20 cm (ISBN 978-2-88892-100-4, BNF 42295240).
- Slobodan Despot (« iPhonages ») et Oskar Freysinger (poèmes) (préf. Pierre Toutain-Dorbec), I-Mages, Vevey, éd. Xenia, 18 février 2011, 123 p., 15 cm (ISBN 978-2-88892-118-9, BNF 42373288).
- Slobodan Despot (préf. Bernie Constantin), Nouvelleaks : les chroniques du nouvelliste : 2010-2013, Sion, éd. Xenia, 25 août 2014, 141 p., 20 cm (ISBN 978-2-88892-172-1, BNF 43882648).La couverture comporte une mention « La fin du monde se fait attendre ! », qui ne doit pas être confondue avec le sous-titre tel que figurant sur la page de titre.

Photographie
- Slobodan Despot (textes et photographies) (préf. Jean-François Fournier et Jean Raspail), Valais mystique, Vevey, éd. Xenia, 3 novembre 2009, 112 p., 23 cm (ISBN 978-2-88892-070-0).Ouvrage absent du catalogue général de la Bibliothèque nationale de France, mais présent dans celui de la Bibliothèque nationale suisse. La couverture comporte la mention « 24 itinéraires spirituels ». 
  - Slobodan Despot (textes et photographies) (préf. Jean-François Fournier et Jean Raspail), Valais mystique, Vevey, éd. Xenia, janvier 2014 (ISBN 978-2-88892-162-2).Version audio, lue par l'auteur, comportant des textes inédits dans la précédente édition imprimée. Durée non connue. La couverture comporte la mention « 24 itinéraires spirituels ».

Romans
- Slobodan Despot, Le Miel : roman, Paris, éd. Gallimard, coll. « Blanche », 2 janvier 2014, 126 p., 21 cm (ISBN 978-2-07-014284-2).
- Slobodan Despot, Le Rayon bleu : roman, Paris, éd. Gallimard, coll. « Blanche », 2 avril 2017, 192 p., 21 cm (ISBN 978-2-07-271005-6).

Préface
Préface du livre de Patrick Gilliéron Lopreno, Eloge de l'invisible, 2018